# Snapsvisa

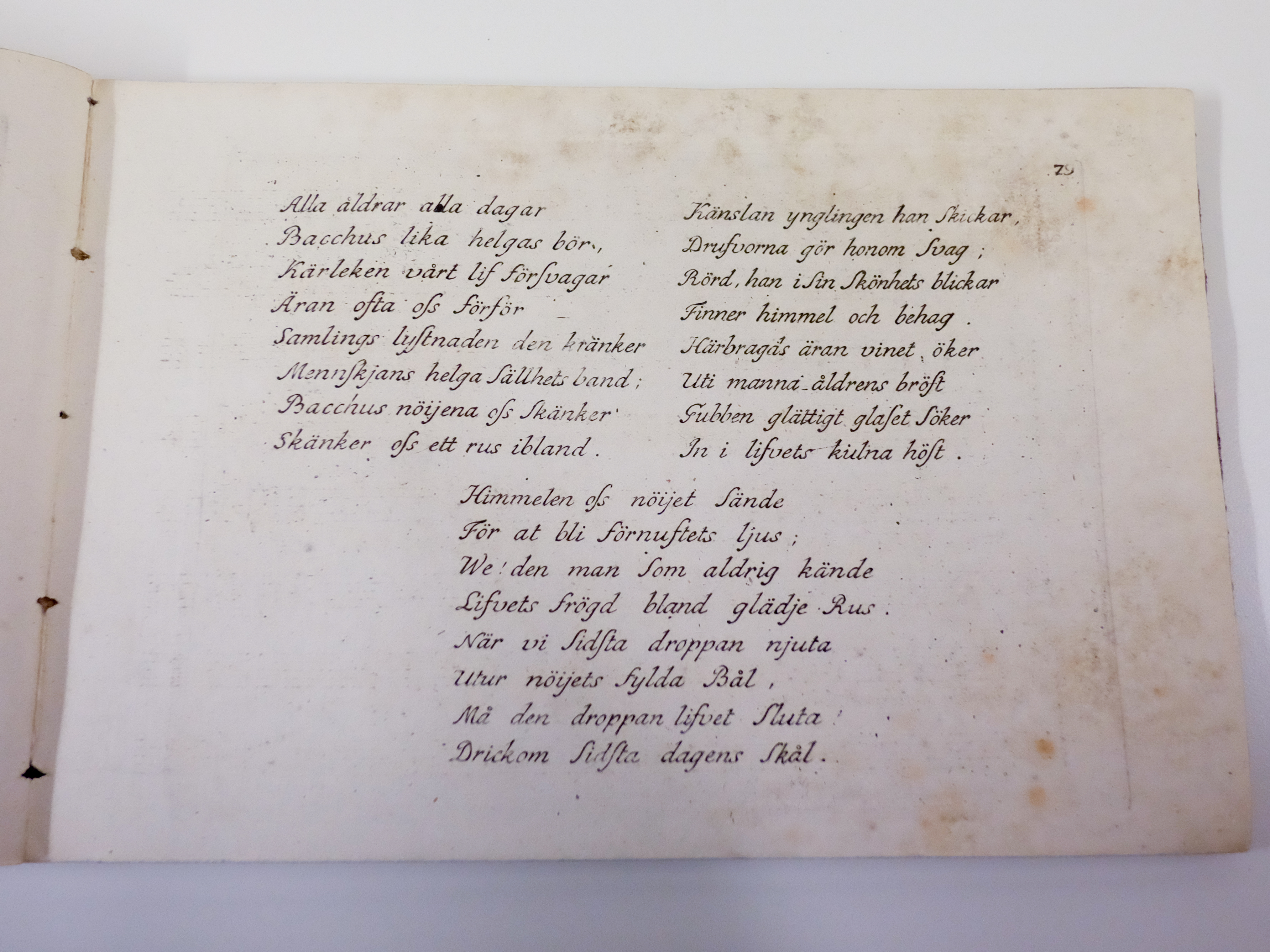
Snapsvisa ur Musikaliskt Tidsfördrif.

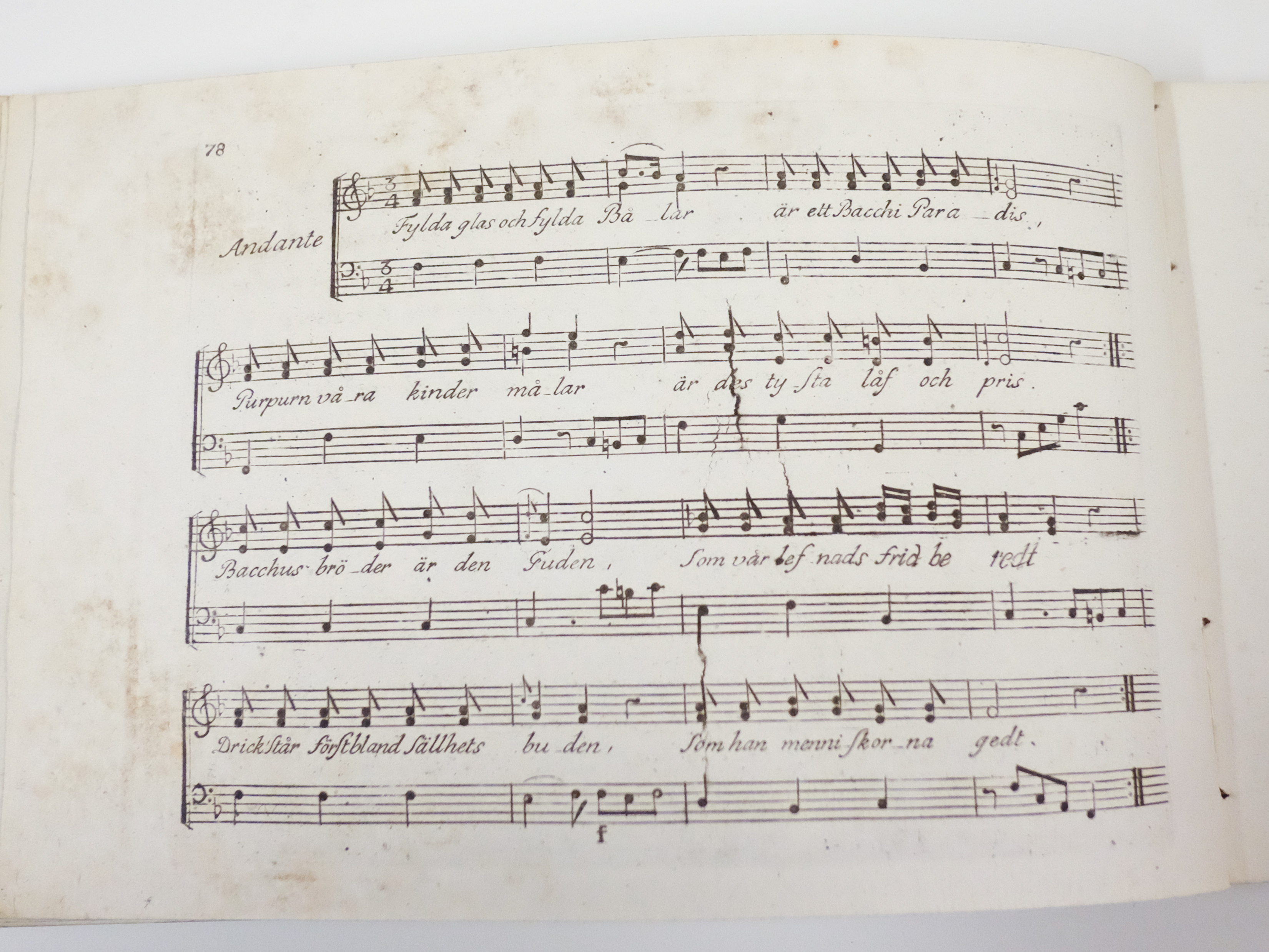
Snapsvisa ur Musikaliskt Tidsfördrif.

Snapsvisor, supvisor, brännvinsvisor eller nubbevisor, med flera, är moderna skålvisor, ämnade att sjungas direkt innan ett middagssällskap utbringar nästa skål, och dricker snapsen.
Snapsvisorna härstammar från 1800-talet, med anor i den äldre traditionen av dryckesvisor. Snapsvisor sjungs gärna vid kräftskivor, studentikosa fester samt vid jul- och midsommarfirande.
Snapsvisan i snäv mening är inte bara typiskt svensk, utan unikt svensk. Det är bara i Sverige och i svenska Finland som man fortsätter att skapa och sjunga snapsvisor enligt den modell som blivit så vanlig: en känd melodi med nya ord som passar till snapsarnas numeriska ordning. En av förutsättningarna för snapsvisans fortlevnad har varit det nära sambandet med svensk matkultur, inte minst  smörgåsbordet.
I vissa sällskap, kanske främst körer och ordenssällskap, förväntas nyskrivet eller åtminstone eget material till varje middag. Andra sammanslutningar, däribland många studentkårer och studentnationer, håller sig med tryckta sångböcker som innehåller snapsvisor för sina middagar.

## Vanliga snapsvisor
- Halvan ("Hur länge skall på borden") – travesti på "Hur länge skall i Norden" av Gunnar Wennerberg
- Hej tomtegubbar
- Helan går
- Mera brännvin (dryckesvisa)
- Måsen (snapsvisa)
- När gäddorna leker (Sjöbloms dass)
- Tänk om jag hade lilla nubben
- Vi äro små humlor vi (Humlorna)

## SM i nyskrivna snapsvisor
En sentida tradition är tävlingen SM i nyskrivna snapsvisor som arrangeras av Spritmuseum sedan 1995. Numera anordnas även ett världsmästerskap med bidrag från Sverige och Finland.

## Militära snapsvisor

### Regementets snapsvisa
I den svenska försvarsmakten är det vanligt att varje arméregemente har sin egen traditionella snapsvisa, kallad regementets snapsvisa. Flertalet av dessa gavs ut 1995 av Försvarsmakten i en bok kallad Sång och spel från mäss och hed: Arméns visor under 100 år (sammanställd och framställd av Christian Braunstein). Dessa spelades in och gav ut i ett album samma år av Olle Persson, Egon Kjerrman och Olle Hermansen.
- A1 Svea artilleriregementes snapsvisa[7]
- A9 Bergslagens artilleriregementes snapsvisa[7]
- I1 Svea livgardes snapsvisa – till regementets igenkänningssignal[7]
- I13 Dalregementets visa (Glädje, vänskap, kamratskap) – till regementets igenkänningssignal[7]
- I16 Hallands regementes snapsvisa – till regementets igenkänningssignal[7]
- I21 Västernorrlands regementes snapsvisa – till regementets igenkänningssignal[7]
- K1 Livgardets dragoners snapsvisa – till regementets igenkänningssignal[7]
- K4 Norrlands dragonregementes snapsvisa[7]
- Lv7 Norrlands luftvärnskårs snapsvisa[7]
- P2 Norra skånska dragonregementets snapsvisa[7]
- P4 Skaraborgs regementes snapsvisa[7]
- P7 Södra skånska regementets snapsvisa[7]
- P10 Södermanlands regementes snapsvisa[7]
- P18 Gotlands regementes snapsvisa[7]
- T1 Svea trängkårs snapsvisa[7]
- T2 Göta trängkårs snapsvisa – till regementets marschvisa[7]
- T3 Norrlands trängkår snapsvisa – till regementets igenkänningssignal[7]

### Andra snapsvisor
Det finns även andra (mer eller mindre formella) snapsvisor i samma anda.
- 2:a Ytstridsflottiljen (snapsvisa)[7]
- Flygvapenchefens nubbevisa[7]
- Halläning i gröna skyttekläder[7]
- Hästens skål (snapsvisa)[7]
- Kulan går (snapsvisa)[7]
- I2 Värmlands regemente (snapsvisa)[7]
- I14 Hälsinge regemente (snapsvisa) – till regementets igenkänningssignal[7]
- I18 Västmanlands regemente (snapsvisa) – till regementets igenkänningssignal[7]
- I19 Norrbottens regemente: Pansarbataljonens snapsvisa[7]
- P1 Göta livgarde (snapsvisa) – till regementets marsch[7]
- P7 Jag slår ett slag för P7 (snapsvisa)[7]
- P10 Södermanlands regemente (snapsvisa) – till regementets igenkänningssignal[7]
- T2 Göta trängkår (snapsvisa)[7]